# Трифунович, Александр (футболист)
Александр Трифунович (сербохорв. Aleksandar Trifunović; род. 13 мая 1954, Кралево) — югославский футболист, полузащитник.

## Карьера

### Клубная карьера
Во взрослом футболе дебютировал в 1971 году в клубе «Слога» (Кралево), где играл на протяжении четырёх сезонов на позиции опорного полузащитника.
В 1975 году перешёл в клуб «Партизан» (Белград). Он играл за команду на протяжении семи с половиной лет, выйдя на поле в общей сложности в 209 официальных матчах. В составе «Партизана» он трижды становился чемпионом Югославии в 1976, 1978 и 1983 годах. В сезоне 1977/78 клуб вышел в финал Кубка Митропы, где смог одержать победу над венгерским клубом «Гонвед».
С 1983 года Трифунович выступал за итальянский клуб «Асколи». В сезоне 1986/87 вместе с командой он смог завоевать свой второй Кубок Митропы, обыграв в финале турнира пражский клуб «Богемианс». Завершил профессиональную карьеру футболиста в 1987 году.

### Карьера в сборной
13 ноября 1977 года дебютировал в официальных матчах в составе национальной сборной Югославии в матче против команды Румынии, состоявшемся в Бухаресте, во время которого ему удалось забить один год. Свой второй гол за сборную Трифунович также забил в ворота сборной Румынии в товарищеском матче, состоявшемся в 1983 году.
В последний раз в составе сборной он вышел на поле 7 июня 1983 года в товарищеском матче против сборной ФРГ. Всего в составе национальной команды принял участие в 11 матчах, забив два гола.

## Достижения
«Партизан» (Белград)
- Чемпион Югославии: 1975/76, 1977/78, 1982/83
- Обладатель Кубка Митропы: 1977/78

«Асколи»
- Обладатель Кубка Митропы: 1986/87